# Тосіна
Тосіна (ісп. Tocina) — муніципалітет в Іспанії, у складі автономної спільноти Андалусія, у провінції Севілья. Населення — 9524 особи (2010).
Муніципалітет розташований на відстані близько 360 км на південний захід від Мадрида, 33 км на північний схід від Севільї.
На території муніципалітету розташовані такі населені пункти: (дані про населення за 2010 рік)
- Лос-Росалес: 4730 осіб
- Тосіна: 4794 особи

## Демографія
Динаміка населення (INE ):